# Бесемерівський конвертор

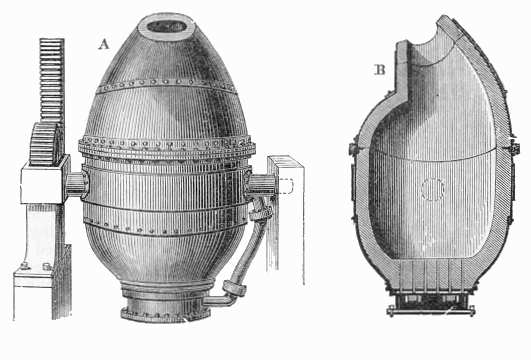
Бесемерівський конвертор (схема)

Бесемерівський конвертор, бесемерівська реторта — апарат для переробки рідкого чавуну в литу сталь способом продування крізь нього стисненого повітря, а також для одержання тим же способом деяких кольорових металів з їхніх сульфідів.
Винайдений у 1856 році сером Генрі Бессемером для металургійного заводу в Шефілді, Велика Британія.